# Independent Air Force
L'Independent Air Force (IAF), également connue sous le nom d'Independent Force ou Independent Bombing Force et plus tard connue sous le nom d'Inter-Allied Independent Air Force, est une force de bombardement stratégique de la Première Guerre mondiale, composante de la Royal Air Force britannique, utilisée pour bombarder les chemins de fer, aérodromes et centres industriels allemands sans coordination avec l'armée ou la marine,.